# The Running Fight
The Running Fight er en amerikansk stumfilm fra 1915 af James Durkin.

## Medvirkende
- Robert Cummings som Peter V. Wilkinson.
- Violet Heming som Leslie Wilkinson.
- Thurlow Bergen som Eliot Beekman.
- Robert Cain som Leech.
- William T. Carleton som Moorehead.